# Ley de Poiseuille
La ley de Poiseuille (ley de Hagen-Poiseuille) es una ley que permite determinar el flujo laminar estacionario ({\displaystyle \Phi _{V}}) de un líquido incompresible y uniformemente viscoso (fluido newtoniano) a través de un tubo cilíndrico de sección circular constante. La ley es también muy importante en hemodinámica. La ley queda formulada del siguiente modo:
{\displaystyle Q={\frac {dV}{dt}}=\pi \ {\bar {u}}\ R^{2}={\frac {\pi \ R^{4}}{8\ \mu }}\left(-{\frac {dp}{dz}}\right)={\frac {\pi \ R^{4}}{8\ \mu }}{\frac {\Delta p}{L}}}
donde ({\displaystyle V}) es el volumen del líquido que circula en la unidad de tiempo ({\displaystyle t}), ({\displaystyle {\bar {u}}}) la velocidad media del fluido a lo largo del eje z del sistema de coordenadas cilíndrico, ({\displaystyle r}) es el radio interno del tubo, ({\displaystyle \Delta p}) es la caída de presión entre los dos extremos, ({\displaystyle \mu }) es la viscosidad dinámica (a veces representada por {\displaystyle \eta }) y ({\displaystyle L}) la longitud característica a lo largo del eje z.
La ley se puede derivar de la ecuación de Darcy-Weisbach, desarrollada en el campo de la hidráulica y que por lo demás es válida para todos los tipos de flujo. La ley de Hagen-Poiseuille se puede expresar también del siguiente modo:
{\displaystyle f={\frac {64}{\mathrm {Re} }}\ ,\quad \quad \mathrm {Re} ={\frac {\rho \ {\bar {u}}\ (2R)}{\mu }}}
donde ({\displaystyle \mathrm {Re} }) es el número de Reynolds y ({\displaystyle \rho }) es la densidad del fluido. En esta forma la ley aproxima el valor del factor de fricción, la energía disipada por la pérdida de carga, el factor de pérdida por fricción o el factor de fricción de Darcy ({\displaystyle f}) en flujo laminar a muy bajas velocidades en un tubo cilíndrico.

## Etimología
Esta ecuación fue derivada experimentalmente en 1838, formulada y publicada en 1840 y 1846 por Jean Léonard Marie Poiseuille (1797-1869). Llamada también en honor a Gotthilf Heinrich Ludwig Hagen (1797-1884) por los experimentos llevados a cabo en 1839.

## Historia
La derivación teórica de la fórmula original de Poiseuille fue realizada independientemente por Wiedman (1856) y Neumann y E. Hagenbach (1858, 1859, 1860). Hagenbach fue el primero que la denominó como ley de Poiseuille.
La ley de Poiseuille fue extendida en 1891 para flujo turbulento por L. R. Wilberforce, basándose en el trabajo de Hagenbach.

## Simbología
| Símbolo                          | Nombre                        | Unidad  | Símbolo                     | Nombre                | Unidad |
| -------------------------------- | ----------------------------- | ------- | --------------------------- | --------------------- | ------ |
| {\displaystyle \mathrm {Re} }    | Número de Reynolds            |         |                             | Dimensiones           |        |
| {\displaystyle F}                | Fuerza ejercida por el fluido | N       | {\displaystyle A}           | Área transversal      | m2     |
| {\displaystyle f}                | Factor de fricción            |         | {\displaystyle A_{\rm {L}}} | Área longitudinal     | m2     |
| {\displaystyle g}                | Gravedad                      | m / s2  | {\displaystyle D}           | Diámetro máximo       | m      |
| {\displaystyle h_{f}}            | Perdida por fricción          | m       | {\displaystyle L}           | Longitud              | m      |
| {\displaystyle p_{1}}            | Presión en punto 1            | Pa      | {\displaystyle R}           | Radio máximo          | m      |
| {\displaystyle p_{2}}            | Presión en punto 2            | Pa      | {\displaystyle r}           | Radio                 | m      |
| {\displaystyle \Delta p}         | Diferencia de presiones       | Pa      | {\displaystyle V}           | Volumen               | m3     |
| {\displaystyle Q}                | Caudal                        | m3 / s  | {\displaystyle t}           | Tiempo                | s      |
| {\displaystyle R_{\rm {hd}}}     | Resistencia hidrodinámica     |         |                             | Eléctricos            |        |
| {\displaystyle u}                | Velocidad                     | m / s   | {\displaystyle I}           | Corriente             | A      |
| {\displaystyle {\bar {u}}}       | Velocidad media               | m / s   | {\displaystyle R_{e}}       | Resistencia eléctrica | Ω      |
| {\displaystyle u_{\rm {max}}}    | Velocidad máxima              | m / s   | {\displaystyle V_{e}}       | Voltaje               | Volt   |
| {\displaystyle \mu }             | Viscosidad dinámica           | Pa s    |                             |                       |        |
| {\displaystyle \rho }            | Densidad                      | kg / m3 |                             |                       |        |
| {\displaystyle \tau }            | Esfuerzo cortante             | N / m2  |                             |                       |        |
| {\displaystyle {\frac {du}{dr}}} | Velocidad de corte            | s-1     |                             |                       |        |

## Cálculo de la fórmula

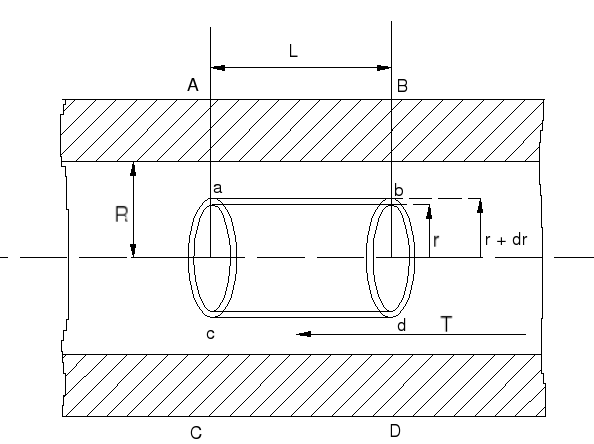

En una tubería por la cual circula un líquido se considera un trozo de ésta delimitado por los puntos ({\displaystyle ABDC}), de longitud ({\displaystyle L}) y radio interno ({\displaystyle R}).
En el líquido circulante se considera un cilindro coaxial interno delimitado por los puntos ({\displaystyle abdc}) de radio ({\displaystyle r}), con área transversal ({\displaystyle 1}) y ({\displaystyle 2}): {\displaystyle A=\pi r^{2}} y área longitudinal: {\displaystyle A_{L}=2\pi rL} .
Debido a la viscosidad, sobre este cilindro actúa un esfuerzo cortante ({\displaystyle \tau }) provocado por una fuerza cortante ({\displaystyle F}). Esta fuerza ({\displaystyle F=p_{1}A-p_{2}A}) tiene el sentido del desplazamiento del fluido, producido por un gradiente de presión ({\displaystyle p_{1}>p_{2}}).
De acuerdo a la segunda ley de Newton, si ({\displaystyle p_{1}}) y ({\displaystyle p_{2}}) son las presiones aplicadas en el centro de gravedad del área transversal ({\displaystyle 1}) y ({\displaystyle 2}):
{\displaystyle p_{1}A-p_{2}A+F=0}
| Nota | Descripción |
| ---- | --- |
| (*)  | En un sólido, el esfuerzo de corte es proporcional a la deformación, pero un fluido se deforma continuamente mientras se aplique el esfuerzo de corte ({\displaystyle {\frac {F}{A_{L}}}}), por lo tanto éste será proporcional a la velocidad de corte ({\displaystyle {\frac {du}{dr}}}) por la viscosidad ({\displaystyle \mu }). |

|                                    | 1 | 2 | 3 | 4 | 5* |
| ---------------------------------- | --- | --- | --- | --- | --- |
| Ecuaciones                         | {\displaystyle p_{1}A-p_{2}A+F=0}                                                                                                | {\displaystyle \Delta p=p_{1}-p_{2}}                                                                                             | {\displaystyle A=\pi \ r^{2}} | {\displaystyle A_{\rm {L}}=2\pi \ r\ L}                                                                                          | {\displaystyle {\frac {F}{A_{\rm {L}}}}=\mu {\frac {du}{dr}}}                                                                    |
| Simplificando                      | {\displaystyle (p_{1}-p_{2})A+F=0}                                                                                               | | | | |
| Despejando                         | | | | | {\displaystyle F=\mu \ A_{\rm {L}}{\frac {du}{dr}}}                                                                              |
| Sustituyendo                       | | | | {\displaystyle F=(2\pi \ r\ L)\ \mu \ {\frac {du}{dr}}}                                                                          | {\displaystyle F=(2\pi \ r\ L)\ \mu \ {\frac {du}{dr}}}                                                                          |
| Sustituyendo                       | {\displaystyle (\Delta p)(\pi \ r^{2})+{\Bigl (}2\pi \ r\ L\ \mu \ {\frac {du}{dr}}{\Bigr )}=0}                                  | {\displaystyle (\Delta p)(\pi \ r^{2})+{\Bigl (}2\pi \ r\ L\ \mu \ {\frac {du}{dr}}{\Bigr )}=0}                                  | {\displaystyle (\Delta p)(\pi \ r^{2})+{\Bigl (}2\pi \ r\ L\ \mu \ {\frac {du}{dr}}{\Bigr )}=0}                                  | {\displaystyle (\Delta p)(\pi \ r^{2})+{\Bigl (}2\pi \ r\ L\ \mu \ {\frac {du}{dr}}{\Bigr )}=0}                                  | {\displaystyle (\Delta p)(\pi \ r^{2})+{\Bigl (}2\pi \ r\ L\ \mu \ {\frac {du}{dr}}{\Bigr )}=0}                                  |
| Simplificando                      | {\displaystyle \Delta p\ r+2\ L\ \mu \ {\frac {du}{dr}}=0}                                                                       | {\displaystyle \Delta p\ r+2\ L\ \mu \ {\frac {du}{dr}}=0}                                                                       | {\displaystyle \Delta p\ r+2\ L\ \mu \ {\frac {du}{dr}}=0}                                                                       | {\displaystyle \Delta p\ r+2\ L\ \mu \ {\frac {du}{dr}}=0}                                                                       | {\displaystyle \Delta p\ r+2\ L\ \mu \ {\frac {du}{dr}}=0}                                                                       |
| Despejando                         | {\displaystyle du=-{\Bigl (}{\frac {\Delta p}{2\ L\ \mu }}{\Bigr )}\ r\ dr}                                                      | {\displaystyle du=-{\Bigl (}{\frac {\Delta p}{2\ L\ \mu }}{\Bigr )}\ r\ dr}                                                      | {\displaystyle du=-{\Bigl (}{\frac {\Delta p}{2\ L\ \mu }}{\Bigr )}\ r\ dr}                                                      | {\displaystyle du=-{\Bigl (}{\frac {\Delta p}{2\ L\ \mu }}{\Bigr )}\ r\ dr}                                                      | {\displaystyle du=-{\Bigl (}{\frac {\Delta p}{2\ L\ \mu }}{\Bigr )}\ r\ dr}                                                      |
| Integrando                         | {\displaystyle u=-{\Bigl (}{\frac {\Delta p}{4\ L\ \mu }}{\Bigr )}\ r^{2}+C}                                                     | {\displaystyle u=-{\Bigl (}{\frac {\Delta p}{4\ L\ \mu }}{\Bigr )}\ r^{2}+C}                                                     | {\displaystyle u=-{\Bigl (}{\frac {\Delta p}{4\ L\ \mu }}{\Bigr )}\ r^{2}+C}                                                     | {\displaystyle u=-{\Bigl (}{\frac {\Delta p}{4\ L\ \mu }}{\Bigr )}\ r^{2}+C}                                                     | {\displaystyle u=-{\Bigl (}{\frac {\Delta p}{4\ L\ \mu }}{\Bigr )}\ r^{2}+C}                                                     |
| Evaluando{\displaystyle r=R,\ u=0} | | | {\displaystyle 0=-{\Bigl (}{\frac {\Delta p}{4\ L\ \mu }}{\Bigr )}\ (R)^{2}+C}                                                   | {\displaystyle 0=-{\Bigl (}{\frac {\Delta p}{4\ L\ \mu }}{\Bigr )}\ (R)^{2}+C}                                                   | {\displaystyle 0=-{\Bigl (}{\frac {\Delta p}{4\ L\ \mu }}{\Bigr )}\ (R)^{2}+C}                                                   |
| Despejando                         | | | {\displaystyle C={\Bigl (}{\frac {\Delta p}{4\ L\ \mu }}{\Bigr )}R^{2}}                                                          | {\displaystyle C={\Bigl (}{\frac {\Delta p}{4\ L\ \mu }}{\Bigr )}R^{2}}                                                          | {\displaystyle C={\Bigl (}{\frac {\Delta p}{4\ L\ \mu }}{\Bigr )}R^{2}}                                                          |
| Sustituyendo                       | {\displaystyle u=-{\Bigl (}{\frac {\Delta p}{4\ L\ \mu }}{\Bigr )}\ r^{2}+{\Bigl (}{\frac {\Delta p}{4\ L\ \mu }}{\Bigr )}R^{2}} | {\displaystyle u=-{\Bigl (}{\frac {\Delta p}{4\ L\ \mu }}{\Bigr )}\ r^{2}+{\Bigl (}{\frac {\Delta p}{4\ L\ \mu }}{\Bigr )}R^{2}} | {\displaystyle u=-{\Bigl (}{\frac {\Delta p}{4\ L\ \mu }}{\Bigr )}\ r^{2}+{\Bigl (}{\frac {\Delta p}{4\ L\ \mu }}{\Bigr )}R^{2}} | {\displaystyle u=-{\Bigl (}{\frac {\Delta p}{4\ L\ \mu }}{\Bigr )}\ r^{2}+{\Bigl (}{\frac {\Delta p}{4\ L\ \mu }}{\Bigr )}R^{2}} | {\displaystyle u=-{\Bigl (}{\frac {\Delta p}{4\ L\ \mu }}{\Bigr )}\ r^{2}+{\Bigl (}{\frac {\Delta p}{4\ L\ \mu }}{\Bigr )}R^{2}} |
| Simplificando                      | {\displaystyle u={\Bigl (}{\frac {\Delta p}{4\ L\ \mu }}{\Bigr )}\ (R^{2}-r^{2})}                                                | {\displaystyle u={\Bigl (}{\frac {\Delta p}{4\ L\ \mu }}{\Bigr )}\ (R^{2}-r^{2})}                                                | {\displaystyle u={\Bigl (}{\frac {\Delta p}{4\ L\ \mu }}{\Bigr )}\ (R^{2}-r^{2})}                                                | {\displaystyle u={\Bigl (}{\frac {\Delta p}{4\ L\ \mu }}{\Bigr )}\ (R^{2}-r^{2})}                                                | {\displaystyle u={\Bigl (}{\frac {\Delta p}{4\ L\ \mu }}{\Bigr )}\ (R^{2}-r^{2})}                                                |

Distribución de velocidades en una tubería
{\displaystyle u={\Bigl (}{\frac {\Delta p}{4\ L\ \mu }}{\Bigr )}\ (R^{2}-r^{2})}
El radio elevado al cuadrado indica que se trata de un paraboloide, donde la velocidad máxima ({\displaystyle u_{\rm {max}}}) se obtiene en el eje de la tubería. Zona en la que los efectos del rozamiento con las paredes de la tubería es mínima.
{\displaystyle u_{\rm {max}}={\Bigl (}{\frac {\Delta p}{4\ \mu \ L}}{\Bigr )}R^{2}}
En la práctica es más sencillo medir la velocidad media ({\displaystyle {\bar {u}}}) que la velocidad máxima ({\displaystyle u_{\rm {max}}}).
{\displaystyle {\bar {u}}={\frac {Q}{\pi \ R^{2}}}}
Para calcular el caudal en la tubería se va a considerar un anillo diferencial de espesor ({\displaystyle dr}) entre dos circunferencias concéntricas con el eje de la tubería y radios ({\displaystyle r}) y ({\displaystyle r+dr}).
|               | 1 | 2 |
| ------------- | --- | --- |
| Ecuaciones    | {\displaystyle u={\frac {Q}{\pi \ r^{2}}}} | {\displaystyle u={\Bigl (}{\frac {\Delta p}{4\ L\ \mu }}{\Bigr )}\ (R^{2}-r^{2})}                                         |
| Despejando    | {\displaystyle Q=\pi \ u\ r^{2}} | |
| Derivando     | {\displaystyle dQ=(2\pi \ u)\ r\ dr} | |
| Sustituyendo  | {\displaystyle dQ=2\pi \ {\Bigl (}{\frac {\Delta p}{4\ L\ \mu }}{\Bigr )}\ (R^{2}-r^{2})\ r\ dr}                                                                             | {\displaystyle dQ=2\pi \ {\Bigl (}{\frac {\Delta p}{4\ L\ \mu }}{\Bigr )}\ (R^{2}-r^{2})\ r\ dr}                          |
| Simplificando | {\displaystyle dQ={\Bigl (}{\frac {\pi \ \Delta p}{2\ L\ \mu }}{\Bigr )}\ (R^{2}-r^{2})\ r\ dr}                                                                              | {\displaystyle dQ={\Bigl (}{\frac {\pi \ \Delta p}{2\ L\ \mu }}{\Bigr )}\ (R^{2}-r^{2})\ r\ dr}                           |
| Integrando    | {\displaystyle \int _{0}^{Q}\ dQ=\int _{0}^{R}{\Bigl (}{\frac {\pi \ \Delta p}{2\ L\ \mu }}{\Bigr )}(R^{2}-r^{2})\ r\ dr}                                                    | {\displaystyle \int _{0}^{Q}\ dQ=\int _{0}^{R}{\Bigl (}{\frac {\pi \ \Delta p}{2\ L\ \mu }}{\Bigr )}(R^{2}-r^{2})\ r\ dr} |
|               | {\displaystyle \int _{0}^{Q}\ dQ={\Bigl (}{\frac {\pi \ \Delta p}{2\ L\ \mu }}{\Bigr )}\int _{0}^{R}(R^{2}-r^{2})\ r\ dr}                                                    | |
|               | {\displaystyle \int _{0}^{Q}\ dQ={\Bigl (}{\frac {\pi \ \Delta p}{2\ L\ \mu }}{\Bigr )}\int _{0}^{R}[(R^{2})\ r-r^{3}]\ dr}                                                  | |
|               | {\displaystyle {\Bigr [}Q{\Bigr ]}_{0}^{Q}={\Bigl (}{\frac {\pi \ \Delta p}{2\ L\ \mu }}{\Bigr )}{\Bigr [}{\frac {1}{2}}R^{2}(r)^{2}-{\frac {1}{4}}(r)^{4}{\Bigr ]}_{0}^{R}} | |
|               | {\displaystyle Q={\Bigl (}{\frac {\pi \ \Delta p}{2\ L\ \mu }}{\Bigr )}{\Bigl (}{\frac {R^{4}}{2}}-{\frac {R^{4}}{4}}{\Bigr )}}                                              | |
|               | {\displaystyle Q={\Bigl (}{\frac {\pi \ \Delta p}{8\ \mu \ L}}{\Bigr )}\ R^{4}}                                                                                              | |

Ley de Poiseuille para el caudal.
{\displaystyle Q={\Bigl (}{\frac {\pi \ \Delta p}{8\ \mu \ L}}{\Bigr )}\ R^{4}}
|               | 1 | 2 | 3 | 4                                                                                   |
| ------------- | --- | --- | --- | ----------------------------------------------------------------------------------- |
| Ecuaciones    | {\displaystyle R={\frac {D}{2}}}                                                                                  | {\displaystyle {\bar {u}}={\frac {Q}{\pi \ R^{2}}}}                                                               | {\displaystyle Q={\Bigl (}{\frac {\pi \ \Delta p}{8\ \mu \ L}}{\Bigr )}\ R^{4}}                               | {\displaystyle u_{\rm {max}}={\Bigl (}{\frac {\Delta p}{4\ \mu \ L}}{\Bigr )}R^{2}} |
| Sustituyendo  | | {\displaystyle {\bar {u}}={\Bigl (}{\frac {\pi \ \Delta p}{8\ \mu \ L}}{\Bigr )}{\frac {R^{4}}{\pi \ R^{2}}}}     | {\displaystyle {\bar {u}}={\Bigl (}{\frac {\pi \ \Delta p}{8\ \mu \ L}}{\Bigr )}{\frac {R^{4}}{\pi \ R^{2}}}} |                                                                                     |
| Simplificando | | {\displaystyle {\bar {u}}={\Bigl (}{\frac {\Delta p}{8\ \mu \ L}}{\Bigr )}\ R^{2}}                                | {\displaystyle {\bar {u}}={\Bigl (}{\frac {\Delta p}{8\ \mu \ L}}{\Bigr )}\ R^{2}}                            |                                                                                     |
| Sustituyendo  | {\displaystyle {\bar {u}}={\Bigl (}{\frac {\Delta p}{8\ \mu \ L}}{\Bigr )}\ {\Bigl (}{\frac {D}{2}}{\Bigr )}^{2}} | {\displaystyle {\bar {u}}={\Bigl (}{\frac {\Delta p}{8\ \mu \ L}}{\Bigr )}\ {\Bigl (}{\frac {D}{2}}{\Bigr )}^{2}} | {\displaystyle {\bar {u}}={\frac {u_{\rm {max}}}{2}}}                                                         | {\displaystyle {\bar {u}}={\frac {u_{\rm {max}}}{2}}}                               |
| Simplificando | {\displaystyle {\bar {u}}={\Bigl (}{\frac {\Delta p\ D^{2}}{32\ \mu \ L}}{\Bigr )}}                               | {\displaystyle {\bar {u}}={\Bigl (}{\frac {\Delta p\ D^{2}}{32\ \mu \ L}}{\Bigr )}}                               | |                                                                                     |
| Despejando    | {\displaystyle \Delta p={\frac {32\ \mu \ {\bar {u}}\ L}{D^{2}}}}                                                 | {\displaystyle \Delta p={\frac {32\ \mu \ {\bar {u}}\ L}{D^{2}}}}                                                 | |                                                                                     |

{\displaystyle {\bar {u}}={\frac {u_{\rm {max}}}{2}}}
Ley de Poiseuille para la pérdida de presión.
{\displaystyle \Delta p={\frac {32\ \mu \ {\bar {u}}\ L}{D^{2}}}}
|                                                      | 1 | 2 | 3 |
| ---------------------------------------------------- | --- | --- | --- |
| Ecuaciones                                           | {\displaystyle \Delta p={\frac {32\ \mu \ {\bar {u}}\ L}{D^{2}}}} | {\displaystyle h_{f}={\frac {\Delta p}{\rho \ g}}}                                                                                                  | {\displaystyle \mathrm {Re} ={\frac {\rho \ {\bar {u}}\ D}{\mu }}}                                                                                  |
| Dividiendo {\displaystyle (2\ \rho \ g\ {\bar {v}})} | {\displaystyle {\frac {\Delta p}{(2\ \rho \ g\ {\bar {u}})}}={\frac {32\ \mu \ {\bar {u}}\ L}{D^{2}(2\ \rho \ g\ {\bar {u}})}}}                                                       | | |
| Ordenando                                            | {\displaystyle {\frac {\Delta p}{\rho \ g}}={\Bigl (}{\frac {L}{D}}{\Bigr )}64{\Bigl (}{\frac {\mu }{\rho \ {\bar {u}}\ D}}{\Bigr )}{\Bigl (}{\frac {{\bar {u}}^{2}}{2\ g}}{\Bigr )}} | | |
| Sustituyendo                                         | {\displaystyle h_{f}={\Bigl (}{\frac {L}{D}}{\Bigr )}{\Bigl (}{\frac {64}{\mathrm {Re} }}{\Bigr )}{\Bigl (}{\frac {{\bar {u}}^{2}}{2\ g}}{\Bigr )}}                                   | {\displaystyle h_{f}={\Bigl (}{\frac {L}{D}}{\Bigr )}{\Bigl (}{\frac {64}{\mathrm {Re} }}{\Bigr )}{\Bigl (}{\frac {{\bar {u}}^{2}}{2\ g}}{\Bigr )}} | {\displaystyle h_{f}={\Bigl (}{\frac {L}{D}}{\Bigr )}{\Bigl (}{\frac {64}{\mathrm {Re} }}{\Bigr )}{\Bigl (}{\frac {{\bar {u}}^{2}}{2\ g}}{\Bigr )}} |

{\displaystyle h_{f}={\Bigl (}{\frac {L}{D}}{\Bigr )}{\Bigl (}{\frac {64}{\mathrm {Re} }}{\Bigr )}{\Bigl (}{\frac {{\bar {u}}^{2}}{2\ g}}{\Bigr )}}
Al comparar con la ecuación de Darcy-Weisbach se deduce el factor de fricción ({\displaystyle f}).
{\displaystyle f={\frac {64}{\mathrm {Re} }}}
siendo esta otra expresión de la ecuación de Hagen-Poiseuille.

## Relación con los circuitos eléctricos
La electricidad fue originalmente entendida como una clase de fluido. Esta analogía hidráulica es todavía útil en el ámbito académico con fines didácticos.
La ley de Ohm para los circuitos eléctricos se corresponde con la ley de Poiseuille.
| Ley de Ohm                               | Ley de Ohm                               | Ley de Poiseuille                                                                                      | Ley de Poiseuille                                                                                      |
| {\displaystyle R_{e}={\frac {V_{e}}{I}}} | {\displaystyle R_{e}={\frac {V_{e}}{I}}} | {\displaystyle R_{\rm {hd}}={\frac {\Delta p}{Q}}={\Bigr (}{\frac {8\ \mu \ L}{\pi \ r^{4}}}{\Bigr )}} | {\displaystyle R_{\rm {hd}}={\frac {\Delta p}{Q}}={\Bigr (}{\frac {8\ \mu \ L}{\pi \ r^{4}}}{\Bigr )}} |
| ---------------------------------------- | ---------------------------------------- | --- | --- |
| {\displaystyle V_{e}}                    | Voltaje                                  | {\displaystyle \Delta p}                                                                               | Caída de presión                                                                                       |
| {\displaystyle I}                        | Corriente eléctrica                      | {\displaystyle Q}                                                                                      | Caudal                                                                                                 |
| {\displaystyle R_{e}}                    | Resistencia eléctrica                    | {\displaystyle {\Bigr (}{\frac {8\ \mu \ L}{\pi \ r^{4}}}{\Bigr )}}                                    | Resistencia hidrodinámica                                                                              |

## Relación con el pulmón
La ley de Poiseuille tiene aplicación en la ventilación pulmonar al describir el efecto que tiene el radio de las vías respiratorias sobre la resistencia del flujo de aire en dirección a los alveolos. De ese modo, si el radio de los bronquiolos se redujera por la mitad, la ley de Poiseuille predice que el caudal de aire que pasa por ese bronquiolo reducido tendría que oponerse a una resistencia 16 veces mayor, teniendo en cuenta que la resistencia al flujo es inversamente proporcional al radio elevado a la cuarta potencia.
Este principio cobra importancia en el asma y otras enfermedades obstructivas del pulmón. Al reducirse el radio de las vías aéreas respiratorias, el esfuerzo de la persona se eleva a la cuarta potencia.